# Koltay Anna
Takács-Koltay Anna (Budapest, 1989. május 3. –) Junior Prima díjas magyar televíziós szerkesztő, műsorvezető és dokumentumfilmes.

## Pályakép
A Pázmány Péter Katolikus Egyetem Kommunikáció és médiatudomány szakán szerzett BA és MA diplomát rádiós és televíziós újságírás szakon (2007–2013). 2010-ben a londoni The London College UCK főiskolán média diplomát szerzett.
2011-től négy éven keresztül a Presztízs Style magazin újságírója volt. Ugyancsak 2011-ben kezdte meg televíziós gyakornoki munkáját, később szerkesztő, riporter és műsorvezető munkakörben dolgozott. Többek között a Virtuózok klasszikus zenei tehetségkutató 3. évadának műsorvezetője volt, Bősze Ádám mellett.
A 2016 szeptemberében indult M5 kulturális csatorna arca, ahol a Hétvégi Belépő című élő programajánló műsort vezette. Két éven át az M5 Lexikon – Édes anyanyelvünk című anyanyelvápoló műsor felelős szerkesztője, Kubik Anna színművész és Pölcz Ádám nyelvész közreműködésével.
A könnyűzenei BP Underground című dokumentumfilm sorozat egyik kiötlője és rendezője. A Koltay Anna-Turán Eszter rendezőpáros első filmje a budapesti punk/hardcore (2017), a második az underground hip-hop szubkultúrát mutatja be (2018), a harmadik az elektronikus zenei közeget (2019), míg a negyedik film a rock (2020) műfaját járja körül. A hip hop a Highlights of Hungary kreatív gyűjtés díjazottja lett, míg a hazai rockról szóló filmet Petőfi Zenei Díjjal jutalmazták "Az év multimédiás projektje" kategóriában. A dokumentumfilm sorozat egyfajta korlenyomatként sajátos képi világgal és sok archív felvétel segítségével idézi meg a közeg kialakulását és virágzását, a ’90-es és 2000-es évek hangulatát. 
2018-tól 2020-ig a Képmás online szerzője. 
2018 decemberétől az M2 Petőfi TV csapatához igazolt, ahol kezdetben az Én vagyok itt! műsorvezetője volt, 2021-2024 között pedig a Magas és mély című zenészportréműsor házigazdája.
2019 novemberében átvette a Junior Prima sajtó kategória díját.
2024-ben mutatták be első történelmi dokumentumfilmjét. Az utolsó elnök című film Varga Béla (1903-1995) katolikus pap életútját mutatja be, aki a II. világháború utáni koalíciós időszak nemzetgyűlésének utolsó elnöke volt.  A dokumentumfilm nagy hangsúlyt fektet az atya lengyel menekültek megsegítésében folytatott áldozatos munkájára, a nemzetgyűlés elnökeként és a Kisgazdapártban betöltött tisztségére, az amerikai emigrációs évekre, valamint a rendszerváltozás idején a Magyarországra való hazatérés éveire.

## Videoklipek
Koltay Anna az alábbi videoklipek rendezője. 
- Ganxsta Zolee és a Kartel – Egy élet sem számít
- Ganxsta Zolee és a Kartel – A bohóc
- Ganxsta Zolee és a Kartel – Chicano style
- Ganxsta Zolee és a Kartel – Szakértők és faszosgádzsik
- Dos Diavolos - Nem tanulunk semmiből
- Dos Diavolos - Sírásó
- Juhász Marci & Molnár Máté - Háttal magamnak
- Juhász Marci - Repülni kész madár
- Kormorán – Új dal
- Takács Vilkó és Juhász Marci – Hűvös szelek
- Takács Vilkó és Lugosi Dani – Szívballada
- Urbán Edina – Never Again

## Filmek
- Az utolsó elnök - Varga Béla életrajzi filmje (dokumentumfilm, 2024. Rendező: Koltay Anna, Mátyássy Áron)
- Ganxsta Zolee és a Kartel - 30 éves jubileumi koncert (koncertfilm, 2025.)
- BP Underground Rock (Dokumentumfilm sorozat a budapesti zenei szubkultúrákról, 2020. Rendező: Koltay Anna, Turán Eszter) [18]
- BP Underground Hardcore-Punk (Dokumentumfilm sorozat a budapesti zenei szubkultúrákról, 2017. Rendező: Koltay Anna, Turán Eszter)[9][19][20]
- BP Underground Hip-Hop (Dokumentumfilm sorozat a budapesti zenei szubkultúrákról, 2018. Rendező: Koltay Anna, Turán Eszter)[21]
- BP Underground Elektronikus zene (Dokumentumfilm sorozat a budapesti zenei szubkultúrákról, 2019. Rendező: Koltay Anna, Turán Eszter)[22]
- Életút Krisztus követségében – Farkas Attila atya 90 éves (52’ Portréfilm, 2019. Rendező: Koltay Anna)[23]
- Új Időszámítás – Kormorán koncert a Duna Palotában (2x52’ Koncertfilm, 2019. Rendező: Koltay Anna)[24]
- Varga Miklós 60 (Portréfilm, koncertfilm, 2017. Riporter: Koltay Anna)[25]
- A hívó hang – Tornai József költő (portréfilm, 2017. Rendező: Sára Balázs, Riporter: Koltay Anna)[26]

## Díjak
- Highlights of Hungary (2018 kreatív gyűjtés, 2. helyezett, BP Underground Hip Hop film)[27]
- Junior Prima sajtó kategória (2019)
- Petőfi Zenei Díj (2021, BP Underground Rock film)

Jegyzetek
1. ↑  „Koltay Anna”, CZF 2018. [2018. március 19-i dátummal az eredetiből archiválva] (Hozzáférés: 2018. március 19.) (hu-HU nyelvű)
2. ↑  „Koltay Anna: "A zene nagyon fontos számomra"”, MédiaKlikk (Hozzáférés: 2018. március 19.) (hu-HU nyelvű)
3. 1 2  „Bakancs és opera”, Presztízs Magazin (Hozzáférés: 2018. március 19.) (magyar nyelvű) [halott link]
4. ↑  „A Tankcsapda miatt menthetetlenül rocker lettem”, Fülesbagoly (Hozzáférés: 2018. március 19.) (hu-HU nyelvű)
5. ↑  „Ismerd meg a Hétvégi belépő műsorvezetőit!”, PetőfiLIVE (Hozzáférés: 2018. március 19.) (hu-HU nyelvű)
6. ↑  „Az M5 csatorna képviseletében Koltay Anna és Béli Ádám is velünk fesztiválozik”. [2018. március 19-i dátummal az eredetiből archiválva] (Hozzáférés: 2018. március 19.)
7. ↑  „M5 Lexikon - Édes anyanyelvünk”, MédiaKlikk (Hozzáférés: 2018. március 19.) (hu-HU nyelvű) [halott link]
8. ↑  Koltay Annát magával ragadta az AWS (magyar nyelven). adal.hu. (Hozzáférés: 2018. március 19.)
9. 1 2  BP Underground - Dokumentumfilm a hardcore-punkról (hu-HU nyelven). Budapest Underground. (Hozzáférés: 2018. március 19.)
10. ↑  Érthetően és hitelesen az undergroundról – interjú Koltay Annával (magyar nyelven). kultúra.hu, 2020. december 9. (Hozzáférés: 2022. szeptember 6.)
11. ↑  Dávid, Kovács: Nem csak sildes sapóban érdekes a magyar hip-hop film (magyar nyelven). index.hu, 2018. augusztus 5. (Hozzáférés: 2018. december 30.)
12. ↑  A csajok, akik nem féltek fejest ugrani a budapesti undergroundba - Interjú Koltay Annával és Turán Eszterrel. Absolut Budapest. (Hozzáférés: 2018. december 30.)
13. ↑  Koltay Anna (hu-HU nyelven). PetőfiLIVE. (Hozzáférés: 2018. december 30.)
14. ↑  „Magas és Mély – Mező Misi (S2 EP4)” (hu-HU nyelven).
15. ↑  „Magas és Mély – Rúzsa Magdi Exkluzív” (hu-HU nyelven).
16. ↑  A pap-politikus, aki ma is aktuális (magyar nyelven). kultura.hu, 2024. október 5. (Hozzáférés: 2025. március 3.)
17. ↑  Lamb Studio (2024. május 2.). „AZ UTOLSÓ ELNÖK - ELŐZETES    (Varga Béla életrajzi dokumentumfilmje, 2024)”. (Hozzáférés: 2025. március 3.)
18. ↑  „BP UNDERGROUND ROCK EPIZÓD (OFFICIAL TRAILER 2021)” (hu-HU nyelven).
19. ↑  „Punk filmet készített a Virtuózok műsorvezetője”, Fülesbagoly (Hozzáférés: 2018. március 19.) (hu-HU nyelvű)
20. ↑  Balázs, Pándi. „A szabadságért üvölteni a rendszerváltás után” (Hozzáférés: 2018. március 19.) (magyar nyelvű)
21. ↑  Azt kerestük, mitől lesz magyar a hiphop. filmhu - a magyar moziportál. (Hozzáférés: 2018. december 30.)
22. ↑  "Veszélyes, vad és fantasztikus időszak volt" - interjú a BP Underground rendezőivel (hu-HU nyelven). Electronic Beats Hungary, 2019. szeptember 13. (Hozzáférés: 2019. szeptember 23.)
23. ↑  „Életút Krisztus követségében - Farkas Attila atya 90 éves” (magyar nyelven).
24. ↑  „Kormorán koncert / Új időszámítás -1. rész” (magyar nyelven).
25. ↑   (2017) „Varga Miklós 60” (magyar nyelven).
26. ↑  „A hívó hang – Tornai József költő (portréfilm-előzetes) | MMA”, MMA (Hozzáférés: 2018. március 19.) (hu-HU nyelvű)
27. ↑  BP Underground és Köbli Norbert a Highlights of Hungary nyertesei között. filmhu - a magyar moziportál. (Hozzáférés: 2019. szeptember 23.)